# Praga E-55
Als Praga E-55 wird ein tschechoslowakisches Mehrzweckflugzeug bezeichnet, das nur als Prototyp existierte.

## Entwicklung
Die E-55 entstand als Reaktion auf eine 1947 ergangene Forderung nach einem leichten Mehrzweckflugzeug, das für den Krankentransport, zum Absetzen von Fallschirmspringern und als Reiseflugzeug geeignet sein sollte. Neben mehreren, nicht realisierten Projekten wurde außerdem noch von Aero die Ae-50 als Parallelentwurf entwickelt. 1949 führte der als XE-55 bezeichnete Prototyp seinen Erstflug durch. Er war, obwohl in der Spezifikation die vierzylindrige Ausführung des Walter Minor als Antrieb vorgesehen war, mit dessen leistungsstärkerer Sechszylinderversion ausgerüstet. 1950 wurde das Flugzeug dem Luftfahrt-Forschungsinstitut in Prag übergeben, wo die Tests als V-11 fortgeführt wurde. Dabei absolvierte die E-55 von April bis Juni in 26 Flugstunden 106 Erprobungsflüge. Im Anschluss wurde sie als K-64 bei den Luftstreitkräften militärischen Eignungstests unterzogen, die anscheinend negativ verliefen, denn eine Anweisung zum Serienbau erfolgte nicht. Stattdessen erhielt das Muster am 29. Oktober 1951 das zivile Kennzeichen OK–DMA und wurde der paramilitärischen Massenorganisation Svazarm übergeben, die es ab dem darauffolgenden Jahr beim Prager Fliegerklub als Fallschirmspringer-Absetzflugzeug und für den Segelflugzeugschlepp verwendete. Der letzte nachweisbare Flug fand am 29. Juni 1953 vom Flugplatz Mladá Boleslav aus statt.
Eine nichtverwirklichte Agrarvariante mit 250-kg-Chemikalienbehälter wurde 1951 erarbeitet und als E-55H bezeichnet.

## Aufbau
Die E-55 ist ein abgestrebter Schulterdecker, dessen Rumpf im Wesentlichen aus einer großzügig verglasten Gondel besteht, an die sich im oberen hinteren Bereich ein Leitwerksträger anschließt und an dessen Ende sich die Höhenflosse mit zwei beidseitigen Seitenrudern in Endscheiben befindet. Am Gondelheck befinden seitlich klappbare Türen, die den Ausstieg bei Fallschirmspringen bzw. den Beladevorgang mit einer Krankentrage erleichtern sollen. Das in Bugradanordnung ausgeführte Fahrwerk war nicht einziehbar gehalten.

## Technische Daten

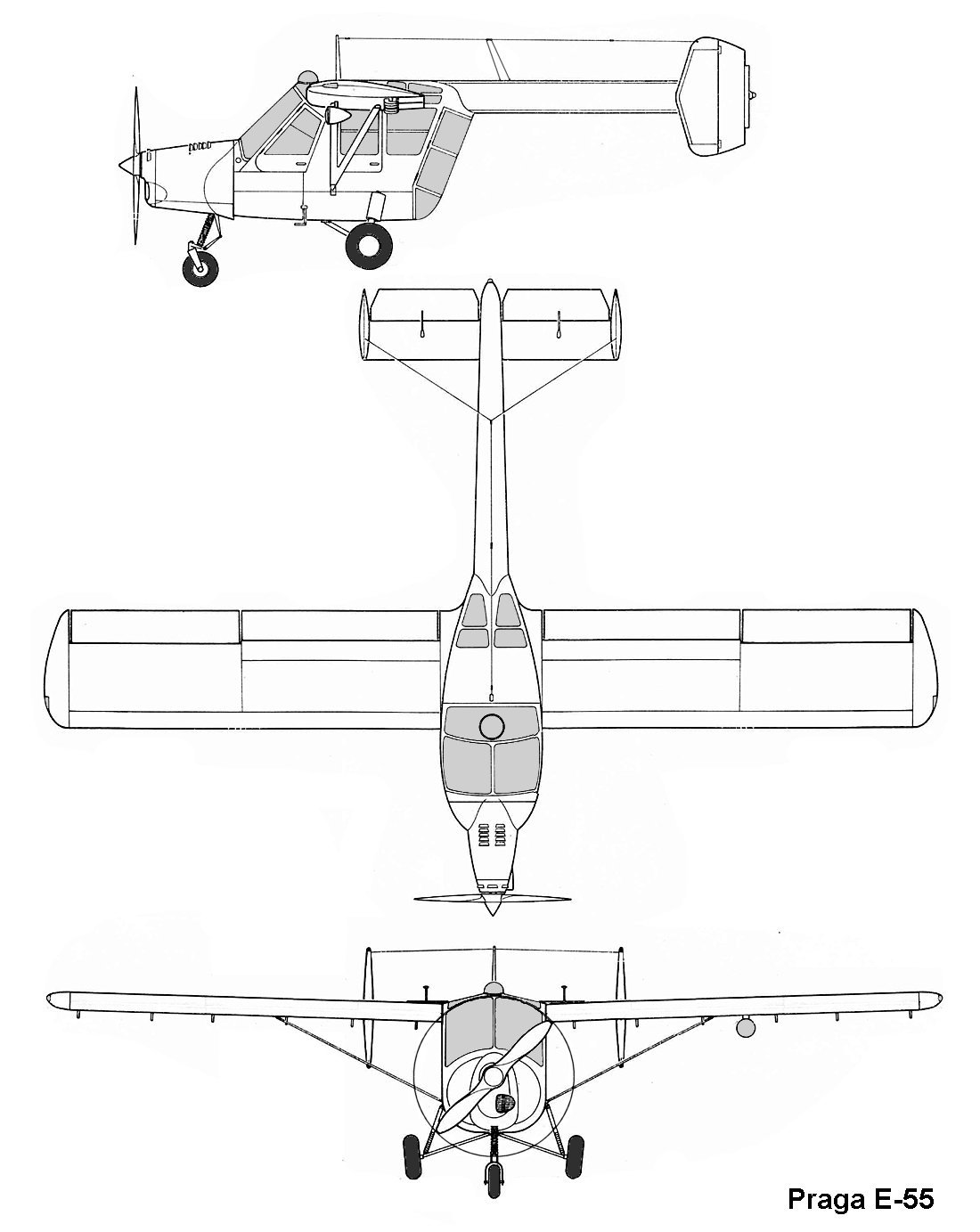
Dreiseitenansicht

| Kenngröße             | Daten                                       |
| --------------------- | ------------------------------------------- |
| Besatzung             | 1                                           |
| Passagiere            | 2                                           |
| Spannweite            | 11,50 m                                     |
| Länge                 | 8,50 m                                      |
| Höhe                  | 2,85 m                                      |
| Flügelfläche          | 17,6 m²                                     |
| Flügelstreckung       | 7,5                                         |
| Leermasse             | 640 kg                                      |
| Startmasse            | 990 kg                                      |
| Flächenbelastung      | 56,2 kg/m²                                  |
| Leistungsbelastung    | 6,25 kg/PS                                  |
| Antrieb               | ein luftgekühlter Sechszylinder-Reihenmotor |
| Typ                   | Walter Minor 6-III                          |
| Leistung              | 118 kW (160 PS)                             |
| Höchstgeschwindigkeit | 165 km/h                                    |
| Reisegeschwindigkeit  | 150 km/h                                    |
| Landegeschwindigkeit  | 60 km/h                                     |
| Steiggeschwindigkeit  | 190 m/min                                   |
| Steigzeit             | 5,25 min auf 1000 m                         |
| Dienstgipfelhöhe      | 4020 m                                      |
| Reichweite            | 455 km                                      |
| Startstrecke          | 200 m                                       |